# جين سبنسر
جين سبنسر (بالإنجليزية: Jeanne Spencer)‏ هي مونتيرة أمريكية، ولدت في 29 نوفمبر 1897، وتوفيت في 18 يوليو 1986.

## روابط خارجية
- جين سبنسر على موقع IMDb (الإنجليزية)
- جين سبنسر على موقع قاعدة بيانات الفيلم (الإنجليزية)